# 羅陽郡
罗阳郡，中国南北朝、唐朝时设置的郡。
- 南朝梁置罗阳郡，属泷州。治所在罗阳县（今广东罗定市西），一说在威城县（今广东郁南县西南）。辖境相当今广东省郁南县。南朝陈沿置，隋文帝开皇九年（589年）废除罗阳郡，威城县改为罗阳县，直属泷州。
- 唐高宗仪凤二年（677年）置晏州，治所在思峨县（今四川省兴文县西北兴文镇）。唐玄宗天宝元年（742年），改晏州置罗阳郡。辖境相当今四川省兴文县及其附近一带。唐肃宗乾元元年（758年）复改为晏州。北宋熙宁后废晏州。